# Gare d'Elven
La gare d'Elven est une gare ferroviaire française (fermée) de la ligne de Savenay à Landerneau, située sur le territoire de la commune d'Elven, à proximité de Saint-Nolff, dans le département du Morbihan en région Bretagne.
Elle est mise en service en 1862 par la Compagnie du chemin de fer de Paris à Orléans (PO).
Cette ancienne gare, située sur une ligne en service, est fermée dans la deuxième moitié du XXe siècle, le bâtiment voyageurs a été détruit mais les quais sont toujours en place.

## Situation ferroviaire
Établie à 86 mètres d'altitude, la gare d'Elven est située au point kilométrique (PK) 554,370 de la ligne de Savenay à Landerneau, entre les gares de La Vraie-Croix (fermée), la gare ouverte la plus proche est Questembert, et de Vannes.
Les deux quais encadrent toujours les deux voies électrifiées.

## Histoire
La station d'Elven est mise en service le 21 septembre 1862 par la Compagnie du chemin de fer de Paris à Orléans (PO), lorsqu'elle inaugure et ouvre à l'exploitation la ligne de Savenay à Lorient. La station dispose d'un bâtiment voyageurs construit en briques et en tuffau, elle est située à 4,5 km du bourg centre de la commune d'Elven, qui comptait 3 467 habitants lors de l'enquête des communes traversées par la ligne et concernées par l'établissement d'une station.
En 1912, la Compagnie du PO fournit au Conseil général un tableau des « recettes au départ » de ses gares du département, la gare d'Elven 62 154 francs, ce qui la situe à la 11e place sur les 30 gares ou stations.
Elle est fermée dans la deuxième moitié du XXe siècle.

## Service des voyageurs
Gare fermée.

## Patrimoine ferroviaire
Le bâtiment type de la compagnie PO (identique à celui de la gare de Malansac) a été détruit après la fermeture. Seuls les anciens platanes et une surface engazonnée marquent l'emplacement du bâtiment de la gare.